# Stegna (gmina)
Stegna est une gmina rurale du powiat de Nowy Dwór Gdański, Poméranie, dans le nord de la Pologne. Son siège est le village de Stegna, qui se situe environ 13 km au nord de Nowy Dwór Gdański et 32 km à l'est de la capitale régionale Gdańsk.
La gmina couvre une superficie de 169,57 km2 pour une population de 9 836 habitants en 2017.

## Géographie
La gmina inclut les villages de Broniewo, Bronowo, Chełmek, Chorążówka, Cysewo, Drewnica, Dworek, Głobica, Izbiska, Jantar, Junoszyno, Kępa Rybińska, Mikoszewo, Niedźwiedzica, Niedźwiedziówka, Nowotna, Popowo, Przemysław, Rybina, Rybinka, Stawidła, Stegienka, Stegna, Stobiec, Świerznica, Szkarpawa, Tujsk, Wiśniówka, Wybicko, Zadwórze, Żuławki et Żuławki Książęce.
La gmina borde la ville de Gdańsk et les gminy de Cedry Wielkie, Nowy Dwór Gdański, Ostaszewo et Sztutowo.